# Cape Breton
Cape Breton (anglicky Cape Breton Island, francouzsky île du Cap-Breton dříve Île Royale, skotskou gaelštinou Ceap Breatainn nebo Eilean Cheap Bhreatainn, mikmacky Únamakika) je ostrov v Atlantském oceánu u pobřeží Severní Ameriky. Jméno je odvozené od přídavného jména Breton, které odkazuje na Bretaňský poloostrov ve Francii. Ostrov je částí kanadské provincie Nové Skotsko a nachází se severovýchodně od poloostrova Nové Skotsko, přičemž jeho severní a západní břehy omývají vody zálivu svatého Vavřince a západní pokračuje podél Northumberlandského průlivu na jih. Východní a jižní břehy omývá Atlantský oceán, přičemž část východního břehu tvoří západní hranici Cabotova průlivu, který odděluje ostrov od Newfoundlandu. Ostrov má rozlohu 10311 km² a tvoří 18,7% rozlohy provincie. Je 77. největším ostrovem světa a 18. největším ostrovem Kanady. Ačkoli je oddělen od pevniny průlivem Canso, je s pevninou spojen umělým náspem zvaným Canso Causeway a dlouhým 1 385 metrů. Ve vnitrozemí ostrova leží slané jezero Bras d'Or o rozloze 1 099 km². V kopcovité krajině na severu byl v roce 1936 vyhlášen Cape Breton Highlands National Park.

Neoficiální vlajka ostrova

Prvním Evropanem, který ostrov navštívil, byl v roce 1521 portugalský mořeplavec João Álvares Fagundes. Od 17. století se na ně usazovali Francouzi, kteří v roce 1713 vybudovali významnou pevnost Louisbourg. Po Sedmileté válce ostrov obsadili Britové, v letech 1784 až 1820 byl samostatnou britskou kolonií, od té doby je součástí Nového Skotska. Základem ekonomiky ostrova byla těžba uhlí a strojírenský průmysl. Svátkem je na ostrově 11. červen, výroční den velkých hornických nepokojů v roce 1925. Většina starousedlíků přišla ze Skotska a Irska, proto se na ostrově drží svérázný dialekt i tradiční hudební styl zvaný fiddling. Na ostrově existuje hnutí za odtržení od Nového Skotska a vytvoření vlastní provincie.
Na ostrově působí juniorský hokejový klub Cape Breton Screaming Eagles, účastník Quebec Major Junior Hockey League. V letech 1988 až 1996 hrál AHL místní tým Cape Breton Oilers, vítěz Calderova poháru v roce 1994.

## Osobnosti ostrova

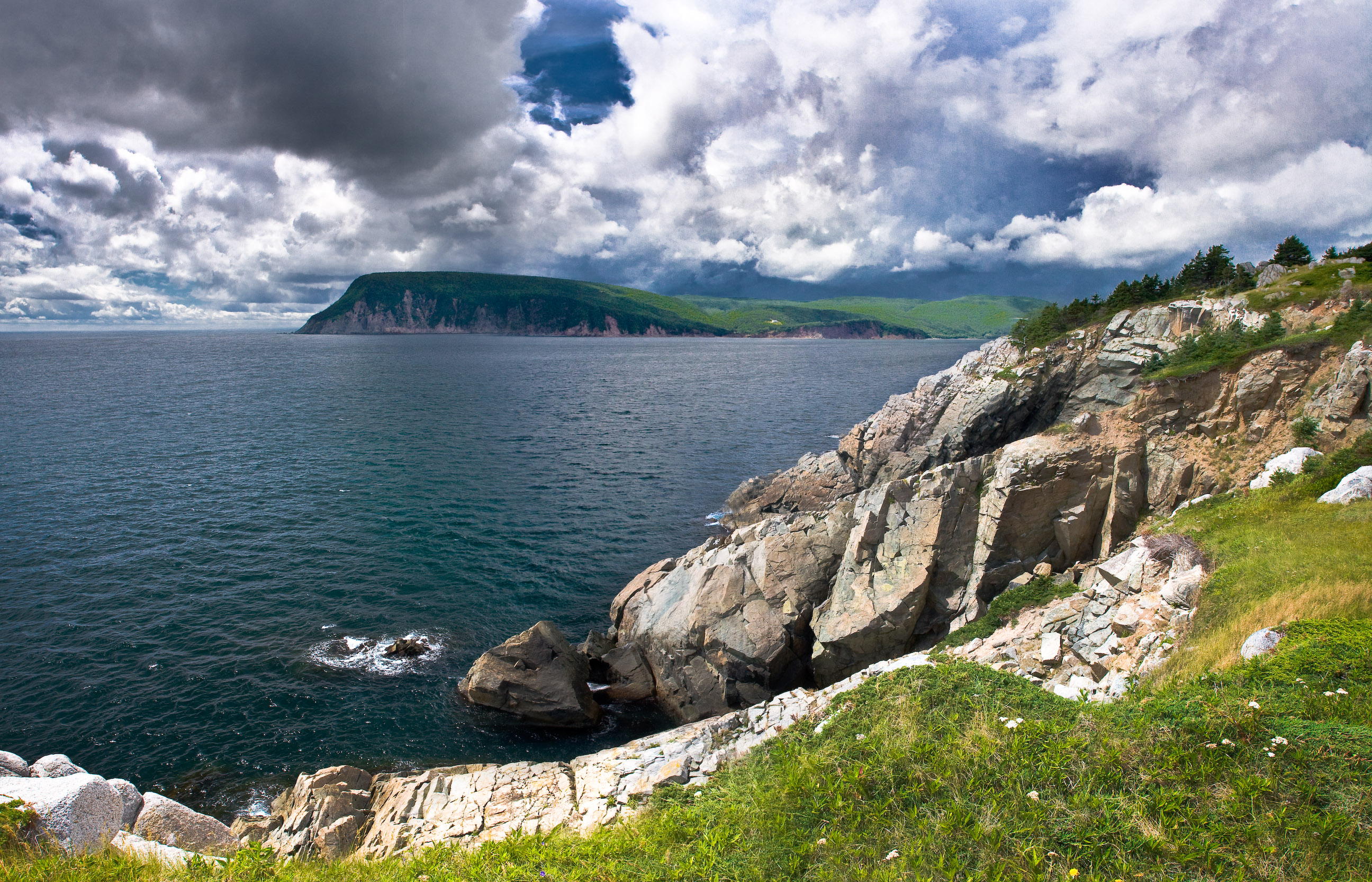
Pobřeží ostrova

- Alexander Graham Bell, vynálezce telefonu
- Allie MacDonaldová, herečka
- Al MacInnis, lední hokejista
- Alistair MacLeod, spisovatel
- David Mathews, starosta New York City 1776-1783, emigroval na ostrov za Americké války za nezávislost
- Elizabeth Mayová, předsedkyně Kanadské strany zelených
- Farley Mowat, polárník a spisovatel
- Isaac Phills, černošský dělník, který obdržel Řád Kanady za hrdinství v 1. světové válce
- Richard Serra, sochař